# 平郡
- 令制国一覧 > 東海道 > 安房国 > 平郡
- 日本 > 関東地方 > 千葉県 > 平郡

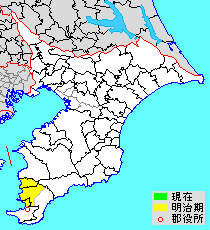
千葉県平郡の位置

平郡（へぐりぐん）は、安房国（千葉県）にあった郡。

## 郡域
1878年（明治11年）に行政区画として発足した当時の郡域は、現在の行政区画では概ね以下の区域にあたる。
- 安房郡鋸南町の全域
- 館山市の一部（平久里川以北）
- 南房総市の一部（山田、増間、海老敷、谷向、明石、本織以西）

## 歴史
江戸時代以前は平群郡（へぐりぐん）を称した。

### 近代以降の沿革
- 「旧高旧領取調帳」に記載されている明治初年時点での当郡域の支配は以下の通り。●は村内に寺社領が、○は寺社除地（領主から年貢免除の特権を与えられた土地）が存在。

| 知行         | 知行           | 村数 | 村名 |
| ------------ | -------------- | ---- | --- |
| 幕府領       | 幕府領         | 11村 | ●○元名村、●○本郷村、南無谷村、●那古村、●○佐久間下村、○二部村、検儀谷原村、宮谷村、●合戸村、●○吉浜村、○荒川村                                                                                           |
| 幕府領       | 旗本領         | 4村  | ●○大帷子村、○江月村、○小保田村、○久枝村 |
| 藩領         | 安房勝山藩     | 10村 | 戸川村、○勝山村、○岩井袋村、●○不入斗村、小浦村、○市部村、竹ノ内村、犬掛村、○上滝田村、千代村 |
| 藩領         | 安房船形藩     | 15村 | ●大六村、丹生村、●原村、岡本村、上組岡本村、下組岡本村、●○塩入村、坂ノ下村、東青木村、●船形村、○川名村、居倉村、手取村、●宮本村、●○多田良村                                                            |
| 藩領         | 安房館山藩     | 2村  | 川上村、○山田村 |
| 藩領         | 上野前橋藩     | 21村 | 大学口村、川田村、谷向村、明石村、●○府中村、○市井原村、横根村、○大崩村、奥山村、●○佐久間仲村、三坂村、小原村、金尾谷村、白坂村、●○深名村、○竜島村、米沢村、吉井村、海老敷村、○平久里下村、●○平久里中村 |
| 藩領         | 近江三上藩     | 4村  | ●正木村、○亀ヶ原村、下堀村、上堀村 |
| 藩領         | 勝山藩・船形藩 | 1村  | ●西青木村 |
| 藩領         | 勝山藩・前橋藩 | 2村  | 増間村、●下滝田村 |
| 藩領         | 館山藩・前橋藩 | 2村  | 山下村、●○本織村 |
| 藩領         | 船形藩・三上藩 | 1村  | 大津村 |
| 幕府領・藩領 | 旗本領・勝山藩 | 1村  | ●下佐久間村 |
| その他       | 寺社領         | 1村  | 井野村 |

- 慶応4年
  - 船形藩が廃藩。元治元年（1864年）立藩のため、わずか4年での廃藩となった。
  - 7月2日（1868年8月19日） - 幕府・旗本領の大部分（宮谷村の全域、大帷子村、江月村、小保田村、下佐久間村、竜島村、合戸村、吉浜村の各一部を除く）、勝山藩領の一部（西青木村、勝山村、岩井袋村、不入斗村、小浦村、市部村、竹ノ内村）、船形藩領の一部（大六村、坂ノ下村、東青木村、西青木村、船形村、川名村、居倉村、手取村、大津村、宮本村、多田良村）が安房上総知県事の管轄となる。また、以降の藩の設置にはすべて旧寺社領、寺社除地も含む。
  - 7月13日（1868年8月30日） - 徳川宗家の駿河府中藩への転封にともない駿河田中藩が転封され、安房長尾藩となる。
  - 徳川宗家の駿河府中藩への転封にともない三河吉田藩の遠江国城東郡・敷知郡の領地が当郡内に転封。
  - 徳川宗家の駿河府中藩への転封にともない駿河田中藩が安房長尾藩に転封されたことにより、三上藩領が上総国望陀郡に転封。
  - 上記の変更にともない勝山藩、館山藩、前橋藩で領地替えが行われ、郡内は1県3藩の管轄となる。なお船形藩領のうち安房上総知県事の管轄とならなかった区域は西尾藩領となっている。

| 知行             | 知行                   | 村数 | 村名 |
| ---------------- | ---------------------- | ---- | --- |
| 政府管轄領       | 安房上総知県事         | 3村  | 元名村、本郷村、大六村 |
| 藩領             | 勝山藩                 | 9村  | 市井原村、横根村、大崩村、奥山村、竜島村、佐久間下村、二部村、検儀谷原村、久枝村 |
| 藩領             | 長尾藩                 | 38村 | 正木村、亀ヶ原村、下堀村、上堀村、戸川村、山下村、大学口村、川田村、谷向村、明石村、本織村、府中村、増間村、東青木村、西青木村、川名村、那古村、勝山村、岩井袋村、不入斗村、小浦村、市部村、竹ノ内村、犬掛村、上滝田村、千代村、下滝田村、三坂村、小原村、金尾谷村、白坂村、深名村、海老敷村、大津村、宮本村、多田良村、平久里下村、平久里中村 |
| 藩領             | 西尾藩                 | 11村 | 佐久間仲村、丹生村、原村、岡本村、上組岡本村、下組岡本村、塩入村、坂ノ下村、南無谷村、宮谷村、合戸村 |
| 藩領             | 勝山藩・長尾藩         | 13村 | 大帷子村、江月村、小保田村、下佐久間村、米沢村、吉井村、吉浜村、居倉村、手取村、荒川村、川上村、山田村、井野村 |
| 政府管轄領・藩領 | 安房上総知県事・長尾藩 | 1村  | 船形村 |

- 明治2年
  - 2月9日（1869年3月21日） - 安房上総知県事が宮谷県となる。
  - 6月23日（1869年7月31日） - 勝山藩が、越前勝山藩、美作勝山藩との区別のため、任知藩事後に加知山藩に改称。
- 明治4年
  - 7月14日（1871年8月29日） - 廃藩置県により、藩領が加知山県、長尾県、西尾県の管轄となる。
  - 11月14日（1871年12月25日） - 上総国の各県が木更津県に統合。
- 1873年（明治6年）6月15日 - 木更津県が印旛県に統合して千葉県が発足。
- 1878年（明治11年）11月2日 - 郡区町村編制法の千葉県での施行により、行政区画としての平郡が発足。「安房平朝夷長狭郡役所」が安房郡北条村に設置され、安房郡・朝夷郡・長狭郡とともに管轄。

### 町村制以降の沿革

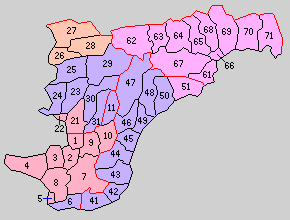
21.凪原村 22.船形村 23.八束村 24.富浦村 25.岩井村 26.勝山村 27.保田村 28.佐久間村 29.平群村 30.滝田村 31.国府村 （赤：館山市 紫：南房総市 橙：鋸南町 1 - 11は安房郡 41 - 51は朝夷郡 61 - 71は長狭郡）

- 1889年（明治22年）4月1日 - 町村制の施行により平郡に以下の11村が発足。
  - 凪原村 ← 那古村、正木村、亀ヶ原村、小原村（現・館山市）
  - 船形村 ← 川名村、船形村（現・館山市）
  - 八束村 ← 丹生村、宮本村、大津村、居倉村、手取村、福沢村、深名村、青木村（現・南房総市）
  - 富浦村 ← 南無谷村、原岡村、豊岡村、多々良村（現・南房総市）
  - 岩井村 ← 久枝村、市部村、竹内村、高崎村、小浦村、宮谷村、合戸村、二部村、検儀谷原村（現・南房総市）
  - 勝山村 ← 加知山村、下佐久間村、岩井袋村、竜島村（現・安房郡鋸南町）
  - 保田村 ← 吉浜村、大帷子村、大六村、本郷村、元名村、江月村、小保田村、市井原村、横根村（現・安房郡鋸南町）
  - 佐久間村 ← 佐久間中村、佐久間下村、奥山村、大崩村（現・安房郡鋸南町）
  - 平群村 ← 平久里中村、山田村、荒川村、平久里下村、犬掛村、吉沢村、川上村、井野村（現・南房総市）
  - 滝田村 ← 上滝田村、下滝田村、増間村、千代村、三坂村、上堀村、下堀村（現・南房総市）
  - 国府村 ← 谷向村、明石村、海老敷村、大学口村、山下村、川田村、本織村、府中村（現・南房総市）
- 1893年（明治26年）1月27日 - 凪原村が町制施行・改称し那古町となる。（1町10村）
- 1896年（明治29年）1月20日 - 勝山村が町制施行し勝山町となる。（2町9村）
- 1897年（明治30年）
  - 1月27日 - 保田村が町制施行し保田町となる。（3町8村）
  - 4月1日 - 郡制の施行により、安房郡・平郡・朝夷郡・長狭郡の区域をもって、改めて安房郡が発足。同日平郡廃止。

## 行政
安房平朝夷長狭郡長
特記なき場合『千葉県安房郡誌』による。
| 代 | 氏名       | 就任年月日             | 退任年月日                | 備考 |
| -- | ---------- | ---------------------- | ------------------------- | ---- |
| 1  | 重城保     | 明治11年（1878年）11月 | 明治14年（1881年）2月     |      |
| 2  | 吉田謹爾   | 明治14年（1881年）2月  | 明治28年（1895年）11月    |      |
| 3  | 杉本駿     | 明治28年（1895年）11月 | 明治29年（1896年）8月     |      |
| 4  | 井上如苞   | 明治29年（1896年）8月  | 明治29年（1896年）12月    |      |
| 5  | 宮田保太郎 | 明治29年（1896年）12月 | 明治30年（1897年）3月31日 | 廃官 |